# Kanton Chaudes-Aigues
Kanton Chaudes-Aigues (fr. Canton de Chaudes-Aigues) je francouzský kanton v departementu Cantal v regionu Auvergne. Tvoří ho 12 obcí.

## Obce kantonu
- Anterrieux
- Chaudes-Aigues
- Deux-Verges
- Espinasse
- Fridefont
- Jabrun
- Lieutadès
- Maurines
- Saint-Martial
- Saint-Rémy-de-Chaudes-Aigues
- Saint-Urcize
- La Trinitat